# Хаптодус
Хаптодус (Haptodus ) — рід пелікозаврів, що існував у кінці кам'яновугільного періоду та на початку пермі (305–290 млн років тому). Скам'янілі рештки знаходять в Європі та Північній Америці. Хаптодуси можуть бути вихідною групою для походження не тільки справжніх сфенакодонтів (таких, як диметродон), але і терапсид. Це ящіркоподібні плазуни, завдожки 1,5-2 м, без вітрила.